# Espagne au Concours Eurovision de la chanson 2010
L'Espagne a participé au Concours Eurovision de la chanson 2010. Il s'agissait de sa 50e participation.

## Sélection

### Vote sur internet; ¡Tu país te necesita! 2010
| Artiste              | Chanson                 | Votes   | Place |
| -------------------- | ----------------------- | ------- | ----- |
| Coral Segovia        | "En una vida"           | 292,522 | 1     |
| John Cobra           | "Carol"                 | 269,919 | 2     |
| Lorena               | "Amor mágico"           | 188,778 | 3     |
| Samuel and Patricia  | "Recuérdame"            | 188,470 | 4     |
| Daniel Diges         | "Algo pequeñito"        | 187,391 | 5     |
| Fran Dieli           | "Cuando se trata de ti" | 187,213 | 6     |
| Venus                | "Perfecta"              | 183,753 | 7     |
| Anabel Conde         | "Sin miedos"            | 182,528 | 8     |
| José Galisteo        | "Beautiful Life"        | 180,145 | 9     |
| Ainhoa Cantalapiedra | "Volveré"               | 176,912 | 10    |

### Finale; Destino Oslo La Gala de Eurovisión 2010
Le 22 février 2010
| #  | Artiste              | Chanson                 | Jury | Televote | Total | Place |
| -- | -------------------- | ----------------------- | ---- | -------- | ----- | ----- |
| 1  | Venus                | "Perfecta"              | 24   | 30       | 54    | 4     |
| 2  | Ainhoa Cantalapiedra | "Volveré"               | 24   | 25       | 49    | 6     |
| 3  | Fran Dieli           | "Cuando se trata de ti" | 19   | 5        | 24    | 9     |
| 4  | Lorena               | "Amor mágico"           | 37   | 40       | 77    | 3     |
| 5  | Samuel and Patricia  | "Recuérdame"            | 30   | 20       | 50    | 5     |
| 6  | José Galisteo        | "Beautiful Life"        | 14   | 35       | 49    | 7     |
| 7  | John Cobra           | "Carol"                 | 5    | 10       | 15    | 10    |
| 8  | Anabel Conde         | "Sin miedos"            | 32   | 15       | 47    | 8     |
| 9  | Daniel Diges         | "Algo pequeñito"        | 58   | 60       | 118   | 1     |
| 10 | Coral Segovia        | "En una vida"           | 47   | 50       | 97    | 2     |